# La Tierra del Fuego se apaga
La Tierra del Fuego se apaga és una pel·lícula argentina de 1955, dirigida per Emilio Fernández Romo, del gènere dramàtic, en blanc i negre, versió cinematogràfica de l'obra de teatre escrita el 1945 per Francisco Coloane i amb guió d'Emilio Fernández i José Ramón Luna. La cançó principal és La nochera, una zamba de Jaime Dávalos i Ernesto Cabeza.

## Sinopsi
En un poble del sud habitat per malfactors, un home solitari s'enamora d'una prostituta a la qual treu del prostíbul i porta a viure amb ell. Però els proxenetes volen recuperar-la.

## Repartiment
- Ana María Lynch... Alba
- Erno Crisa... Malambo
- Armando Silvestre... Yagano
- Eduardo Rudy... Nicasio Vera
- Bertha Moss... Ama de prodtíbul
- Duilio Marzio... Terratinent, patró de Malambo
- Margarita Corona... Margot
- Julio Molina Cabral
- Pedro Laxalt
- Jorge Villoldo
- Roberto Barcel
- Paul Ellis
- Vito Catalano
- Guillermo Bermejo
- Beatriz Padilla
- Alberto Barcel
- Joaquín Petrocino
- Enrique Vico